# (37740) 1996 VU29
1996 VU29 (asteroide 37740) é um asteroide da cintura principal. Possui uma excentricidade de 0.20404480 e uma inclinação de 4.52881º.
Este asteroide foi descoberto no dia 7 de novembro de 1996 por Seiji Ueda e Hiroshi Kaneda em Kushiro.